# Lars Magnus Altin
Lars Magnus Altin (i riksdagen kallad Altin i Västerås), född 22 oktober 1812 i Härnösand, död 18 januari 1880 i Västerås, var en svensk stadsläkare och politiker.
Lars Magnus Altin, som var son till en handlare, blev medicine doktor vid Uppsala universitet 1841 och var stadsläkare i Västerås 1839–1874. Han var även ledamot i stadsfullmäktige 1863–1870, år 1869–1870 som fullmäktiges ordförande.
Han var riksdagsledamot 1870–1872 i andra kammaren för Västerås, Köpings och Enköpings valkrets. I riksdagen anslöt han sig inte till någon av de befintliga partigrupperna. Han var suppleant i bevillningsutskottet vid de ordinarie riksmötena 1871 och 1872. I riksdagen skrev han en egen motion om anslag till en enskild järnväg mellan Köping och Sevalla.